# A Debreceni Református Kollégium Gimnáziumának gyűjteményei
A Kollégium Gimnáziumának gyűjteményei a 19. század második felétől létrejött gyűjtemények. Ezek a gyűjtemények a 20. század első felében különültek el a Nagykönyvtártól. A gyűjtemények részben az Iskolatörténeti Múzeumban, részben a Gimnázium folyosóin találhatóak.

## Fizikai múzeum
A Gimnázium fizikai-múzeuma elsősorban régi kísérleti eszközöket őriz. A gyűjtés kezdetei Hatvani Istvánhoz kötődnek, aki 1749-ben foglalta el katedráját. A fizika mellett matematikát, geometriát, filozófiát, csillagászatot, stb. tanított, sőt hosszú ideig a Kollégium orvosa is volt. Hatvani, a kor szellemének megfelelően különös érdeklődéssel fordult az elektromosság felé, ez a magyarázata, hogy tanársága első évében „electrica machinát” vásárolt Bécsben. Ez a kezdetleges és tartozékok nélküli eszköz nem elégítette ki Hatvani igényeit, ezért 1776-ban Gafur Péter budai mechanikussal egy nagyobb villanygépet csináltatott különböző felszerelésekkel, ezen kívül még húszféle eszközt vásárolt a budai mestertől. A későbbi években Hatvani folyamatosan gyarapítja a szertár anyagát: hőtágulásmérőt, bűvös lámpát, barométert, távcsövet, nagyítót, a fénytan és mértan tanításához szükséges eszközöket csináltat, melyek árát adományokból fedezi. Hatvani igyekezete a szertár igazi fejlesztésére csak 1798-ban valósulhatott meg, amikor külön szertárőrt neveztek ki
E gyűjtemény további legjelesebb fejlesztői és őrei Maróthi György, Kerekes Ferenc, Csécsi Nagy Imre, Keresztesi Kiss József tanárok voltak.
Az 1954-ben fölvett leltár 1368 darabot tartott nyilván, köztük számos 18–19. századi ritkaságot. Néhány értékes eleme ma az Iskolatörténeti Múzeumban látható. További darabjait a Gimnázium fizikai szertára őrzi.

## Ásványgyűjtemény

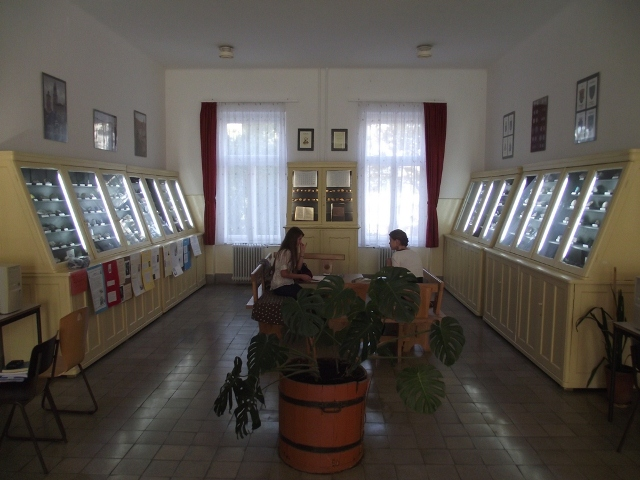
A Szőnyi Pál Ásványgyűjtemény

A Kollégiumnak már a 18. században is volt ásványgyűjteménye, de komoly gyarapítói azonban Kerekes Ferenc és Csécsi Nagy Imre 19. századi tanárok voltak. A gyűjtemény 1856-ban a Tisza család adományával, 1857-ben pedig a kabai meteorittal gazdagodott. 1878-ban került a gyűjteménybe Szőnyi Pál felbecsülhetetlen értékű adománya. A Szőnyi-féle ásványgyűjtemény anyaga oly gazdag volt, hogy dupla példányaiból a következő években tízezer darabot ajándékozott a Kollégium az ország különböző középiskoláinak, felekezeti tekintet nélkül. A 19. század végén a gyűjteményt Kovács János Afrika-kutató gimnáziumi tanár gyarapította további ritkaságokkal.
Az ásványgyűjteményt a legbőkezűbb adományozóról Szőnyi Pál Ásványgyűjteménynek nevezték el, és a sorsa akkor rendeződött, mikor a gimnázium átkerült a Péterfia utcai épületébe.
A második világháborúban komoly károkat szenvedett, 1960-ban „nemzeti értékű védett gyűjtemény”-nyé nyilvánították, legszebb darabjai a 2008-as felújítási munkálatok után ma is megtekinthetőek a Gimnáziumban.

## Növénygyűjtemény
A hagyomány szerint a Kollégiumban az első gyűjteményt Csécsi Nagy Imre hozta létre 1840 után a tanítványai segítségével, de ez a megállapítás téves, mert az 1853-as leltár a növénymúzeumról csupán ennyit közöl: „Szadler növénygyűjteménye. 14 füzet. 2 darab kokosdió.”. Ezt a kollekciót tehát Sadler József neves botanikus, pesti egyetemi tanár állította össze és a Kollégium tőle vásárolta.
Csécsi utódja, Török József nagyon hatékonyan gyarapította a gyűjteményt 1853–1856 között, de a rangos gyűjtemények sorába Kovács János 1856-os adománya emelte. Fejlődése később lelassult, a többi múzeumokhoz, gyűjteményhez képest növekedése mindig csekély volt. Régi darabjait a Gimnázium biológiai szertára konzerváltan őrzi.

## Állatgyűjtemény

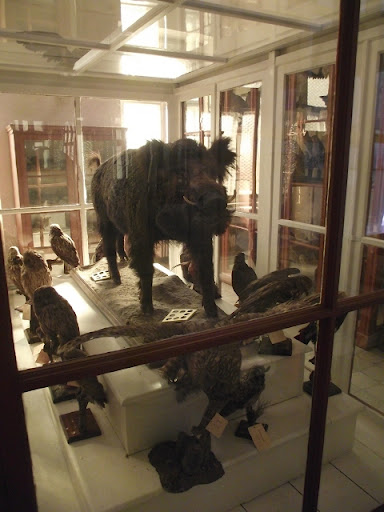
A Debreceni Kollégium Gimnáziumának állatgyűjteménye

Az állatmúzeum 1850-ben indult gyarapodásnak Kovács János felügyelete alatt. Az ő gyűjtésének néhány érdekesebb darabja még ma is a gyűjteményben található (batla, kanalasgém 1852-ből). 1856-ban a Tisza család 200 kitömött állattal és 160 zoológiai preparátummal gazdagította. Ehhez társult 1878-ban Szőnyi Pál gyűjteménye afrikai, brazíliai, szumátrai, mexikói, kolumbiai, kanadai állatokkal és bogarakkal.
A múzeum leltárkönyvében többször előfordul Pater Titius neve, aki rendszeresen tengeri állatokat küldött a Kollégiumnak. Titius Pius Vendel a minorita rend tagja volt, aki behatóan foglalkozott az Adriai-tenger élővilágával. Különböző jellegű iskoláknak gyakran ajándékozott alga-, moszat- és tengeri csigagyűjteményt.
A századfordulón Török Péter és Nagy Jenő természetrajz tanárok fáradoztak gyarapításán. A gyűjtemény fénykora az utóbbi munkássága idején, 1920-as évektől köszöntött be. Ebből az időből származik a hadházi erdő vadkanja, és a Hortobágy jellegzetes madara a széki pacsirta avagy a szikipacsirta magyar alfaja (Calandrella brachydactyla hungarica) is.
1914-ben az állatgyűjtemény is átkerült a gimnázium Péterfia utcai új épületébe és folyamatosan tovább gyarapodott. Bár az állatpreparátumok jelentős része a második világháborúban elpusztult, ma is rengeteg madár, emlős jelenti a páratlan gyűjtemény anyagát. Megmaradt közel kétezer darabját a Gimnázium biológiai szertára kezeli. A gyűjtemény egy része az épület földszintjén megtekinthető.

## Klasszikafilológiai múzeum
Bár a klasszikafilológiának a Kollégiumban voltak neves művelői, mint Budai Ézsaiás, azonban a tudományággal kapcsolatos kis múzeum csak 1894-ben kezdte meg működését. A gyűjteményt Sinka Sándor latin-görög szakos gimnáziumi tanár hozta létre. 1894–1895-ös leltára 6 darab illusztrált művet, 31 darab képet, 28 darab gipszöntvényt említ. A múzeum helyiség hiányában az ásvány- és régiségtárban és az igazgatói szobában volt elhelyezve. Sinka Sándornak, aki 1898-tól a gimnázium igazgatója lett, 1905-ben sikerült elérnie, hogy az időközben „szépművészeti és clasicaphilologiai múzeum” néven szereplő gyűjtemény külön termet kapjon az iskola épülete nyugati szárnyának első emeletén. Sinka Sándor fáradhatatlanul buzgólkodott a múzeum gyarapításán, és ebben a munkájában igénybe vette az érettségi találkozókra összegyűlt öregdiákok segítségét, illetve ezek adományából alapítványt létesített. 1905-ben már 470 darabból állt a gyűjtemény: klasszikus épületek és épületelemek mintáiból, antik szobrok másolataiból.
A gyűjtemény sorsa az I. világháború után egyre bizonytalanabbá vált, majd az 1930-as években a teljes gyűjteményt átvette a Kollégium Múzeuma.

## Galéria
A Debreceni Református Kollégium Gimnáziumának gyűjteményei képekben:

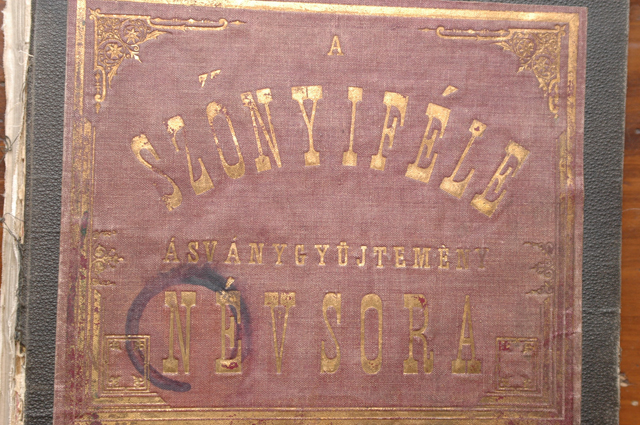
A Szőnyi Pál Ásványgyűjtemény első katalógusa
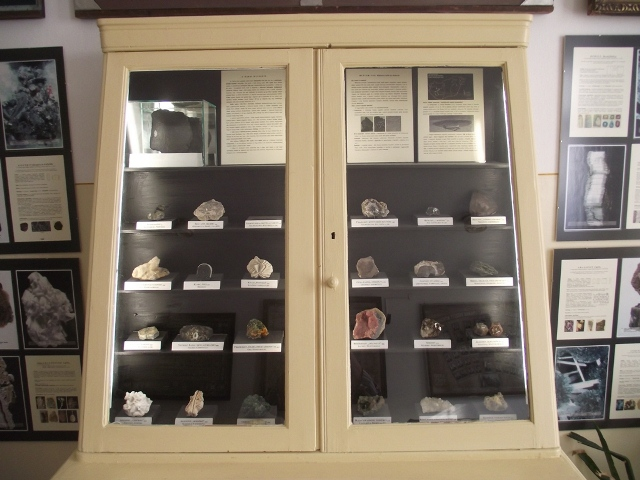
A Szőnyi Pál Ásványgyűjtemény
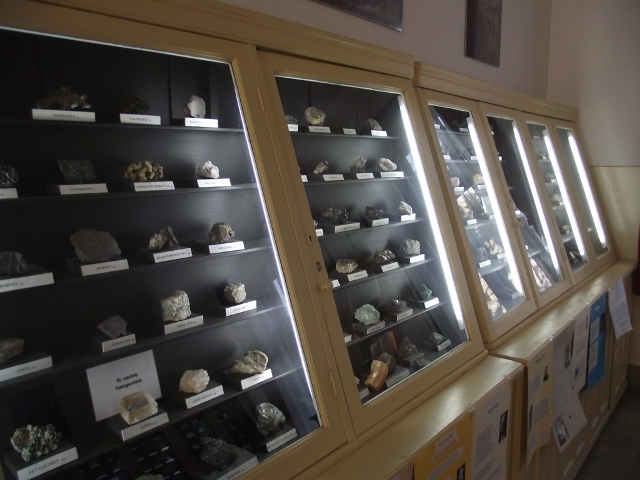
A Szőnyi Pál Ásványgyűjtemény
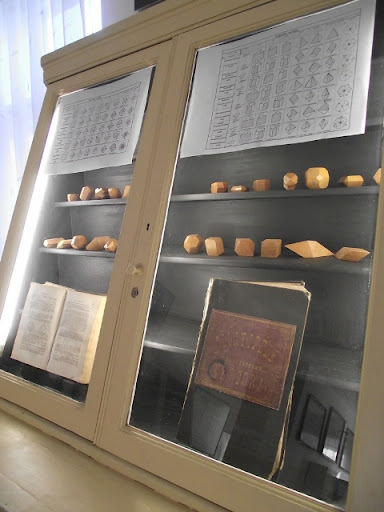
A Szőnyi Pál Ásványgyűjtemény
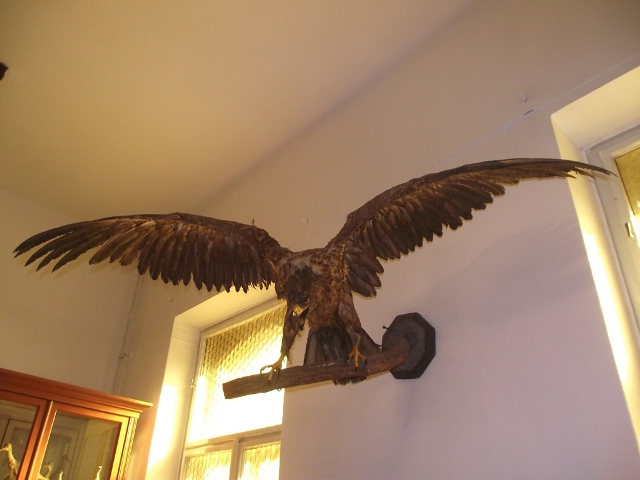
A Debreceni Kollégium Gimnáziumának állatgyűjteménye
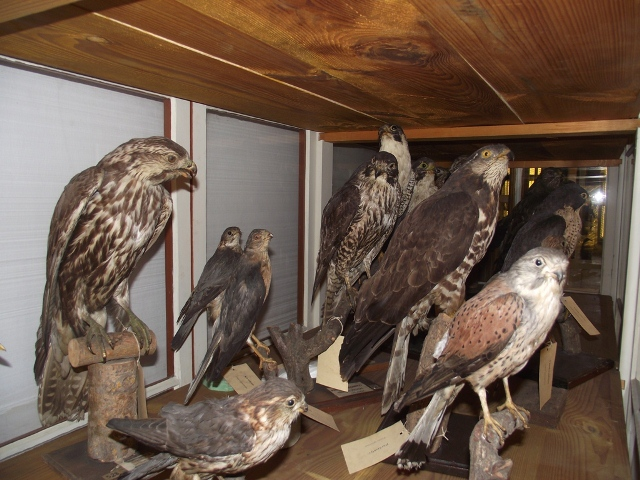
A Debreceni Kollégium Gimnáziumának állatgyűjteménye
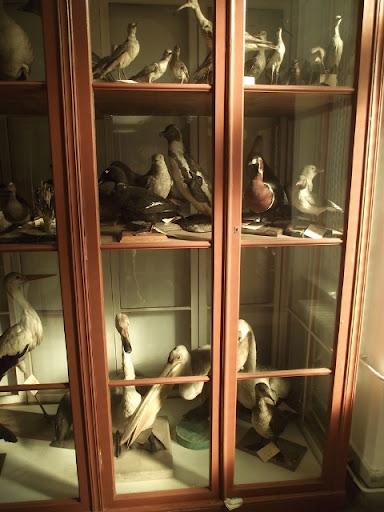
A Debreceni Kollégium Gimnáziumának állatgyűjteménye
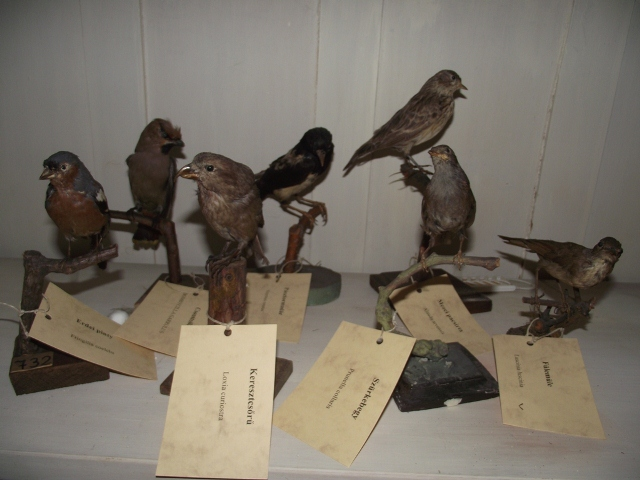
A Debreceni Kollégium Gimnáziumának állatgyűjteménye
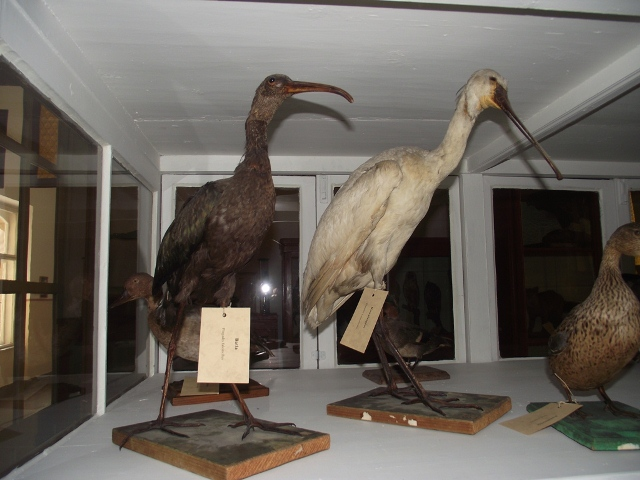
A Debreceni Kollégium Gimnáziumának állatgyűjteménye
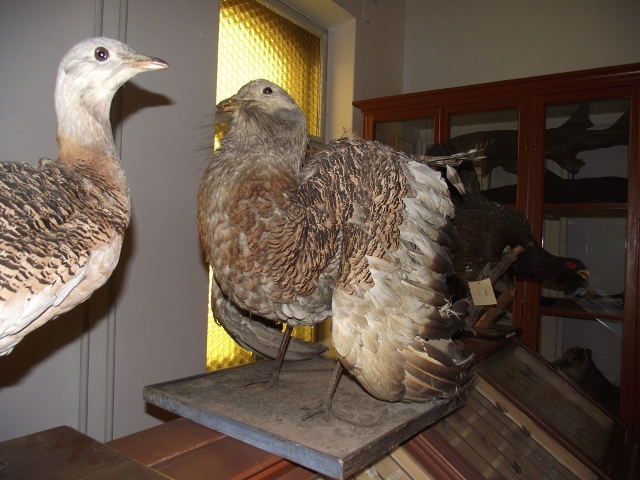
A Debreceni Kollégium Gimnáziumának állatgyűjteménye
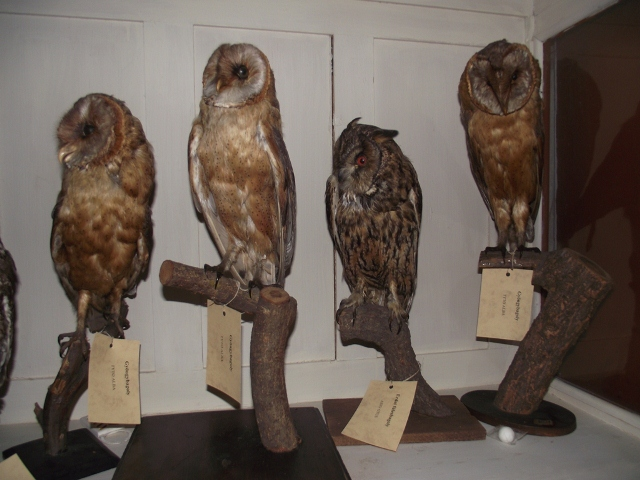
A Debreceni Kollégium Gimnáziumának állatgyűjteménye